# Christopher Plummer
Christopher Plummer, właśc. Arthur Christopher Orme Plummer (ur. 13 grudnia 1929 w Toronto, zm. 5 lutego 2021 w Weston) – kanadyjski aktor teatralny, filmowy i głosowy, którego kariera trwała sześć dekad, poczynając od debiutu filmowego w dramacie Sidneya Lumeta Zostać gwiazdą (Stage Struck, 1958). 
Zdobywca potrójnej korony aktorstwa: Oscara, dwóch nagród Emmy i dwóch nagród Tony. Ponadto laureat Nagrody Genie, Złotego Globu, Nagrody Gildii Aktorów Ekranowych i Nagrody Brytyjskiej Akademii Filmowej. Otrzymał Oscara dla najlepszego aktora drugoplanowego w wieku 82 lat za występ w tragikomedii romantycznej Debiutanci (Beginners, 2010), stając się najstarszym aktorem, który zdobył nagrodę aktorską. Odznaczony Orderem Kanady.

## Życiorys

### Wczesne lata
Urodził się w Toronto w Ontario jako syn Isabelli Mary (z domu Abbott) i Johna Orme’a Plummera. Jego ojciec sprzedawał akcje i papiery wartościowe, a matka była sekretarką dziekana nauk na Uniwersytecie McGill i wnuczką kanadyjskiego premiera Sir Johna Abbotta. Plummer był także drugim kuzynem brytyjskiego aktora Nigela Bruce’a, znanego z roli Doktora Watsona w filmie Sherlock Holmes u boku Basila Rathbone’a.
Rodzice Plummera rozwiedli się wkrótce po jego urodzeniu, a on został wychowany głównie przez matkę w domu rodzinnym Abbott w Senneville, Quebec, w regionie Montreal. Biegle mówił po angielsku i francusku. Jako uczeń rozpoczął studia pianistyczne, ale w młodym wieku rozwinął miłość do teatru i zaczął występować, gdy uczęszczał do High School of Montreal. Po obejrzeniu filmu Laurence’a Oliviera Henryk V (1944) zdecydował, że zostanie aktorem. Uczył się podstaw aktorstwa w Montreal Repertory Theatre, gdzie grał także William Shatner.

### Kariera teatralna
W 1946 zwrócił uwagę krytyka teatralnego „Montreal Gazette” Herberta Whittakera, gdy wcielił się w rolę Pana Darcy’ego w montrealskiej produkcji Duma i uprzedzenie autorstwa Jane Austen. Whittaker był również amatorskim dyrektorem teatralnym montrealskiego teatru Repertory, a w wieku 18 lat obsadził Plummera jako Edypa w sztuce Jeana Cocteau La Machine infernale. Legendarna aktorka i reżyserka Eva Le Gallienne sprowadziła go do Nowego Jorku, gdzie w 1954 trafił na Broadway u boku Mary Astor jako George Phillips w przedstawieniu The Starcross Story, które zeszło z afisza tego samego wieczoru. Następnie grał w głośnych inscenizacjach na Broadwayu, w Kanadzie i na londyńskim West Endzie. Zdobył dwie prestiżowe nagrody teatralne Tony Award: w 1974 jako Cyrano de Bergerac (nagroda Drama Desk 1973) w musicalu Anthony’ego Burgessa Cyrano i w 1997 za postać Johna Barrymore w spektaklu Barrymore. 

### Kariera filmowa
Zadebiutował na ekranie w roli Joego Sheridana w melodramacie Sidneya Lumeta Zostać gwiazdą (Stage Struck, 1958) u boku Henry’ego Fondy. W melodramacie Nicholasa Raya Wiatr nad Everglades (Wind Across the Everglades, 1958) z Burlem Ivesem zagrał główną rolę konserwatora zabytków Walta Murdocka, który przybywa na Florydę w nadziei na egzekwowanie prawa ochrony. W 1959 był nominowany do nagrody Emmy jako Kenneth Boyd w spektaklu telewizyjnym NBC Little Moon of Alban (1958) z Julie Harris. Rola tytułowego duńskiego księcia w telewizyjnej wersji Hamleta – Hamlet at Elsinore (1964) przyniosła mu drugą nominację do nagrody Emmy. Grał rzymskiego cesarza Kommodusa w Upadku Cesarstwa Rzymskiego (1964) Anthony’ego Manna i wiele ważnych postaci historycznych, w tym kapitana Georga von Trappa w musicalu Roberta Wise’a Dźwięki muzyki (1965) z Julie Andrews, 1. księcia Wellington w Waterloo (Ватерлоо, 1970) Siergieja Bondarczuka, Rudyarda Kiplinga w Człowieku, który chciał być królem (1975) Johna Hustona. W brytyjsko-amerykańskim epickim dramacie historycznym Królewskie polowanie na słońce (The Royal Hunt of the Sun, 1969) opartym na sztuce Petera Shaffera wystąpił jako przywódca Inków Atahualpa.

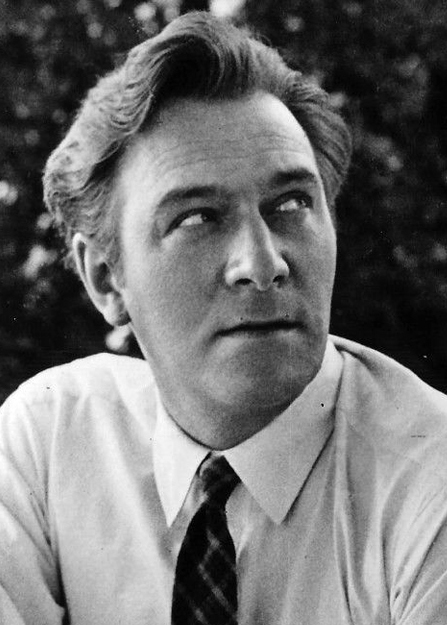
Christopher Plummer (1964)

Plummer zdobył dwie nagrody Emmy: za kreację Roscoe Heywarda w miniserialu NBC Kantory walutowe (Arthur Hailey's the Moneychangers, 1976) na podstawie powieści Arthura Haileya w reżyserii Borisa Sagala i narrację serialu animowanego ABC Nowe przygody Madeline (The New Adventures of Madeline, 1995) opartego na popularnej serii książek dla dzieci. W 1980 został uhonorowany Nagrodą Genie za rolę Sherlocka Holmesa w brytyjsko-kanadyjskim filmie kryminalnym Boba Clarka Morderstwo na zamówienie (Murder by Decree, 1979). Był ponownie nominowany do Emmy jako arcybiskup Vittorio Contini-Verchese w miniserialu ABC Ptaki ciernistych krzewów (The Thorn Birds, 1983). 
Wystąpił w roli Mike’a Wallace’a w Informatorze (Insider, 1999) Michaela Manna, Lwa Tołstoja w Ostatniej stacji (2009). Pierwszą nominację do Oscara dla najlepszego aktora drugoplanowego zdobył dopiero w 2010 mając 80 lat za rolę Lwa Tołstoja w melodramacie biograficznym Ostatnia stacja (The Last Station, 2009), jednak Amerykańska Akademia Sztuki i Wiedzy Filmowej statuetkę przyznała Christophowi Waltzowi. W 2012 w wieku 82 lat Plummer został najstarszym zwycięzcą Oscara w historii za drugoplanową rolę Hala Fieldsa, 75-letniego ojca, który przyznaje się swojemu synowi (Ewan McGregor) do homoseksualizmu w tragikomedii romantycznej Debiutanci (Beginners, 2010). W Ostatnim pocałunku cesarza (The Exception, 2016) zagrał Kaisera Wilhelma II. W wieku 88 lat zdobył nominację do nagrody Oscara dla najlepszego aktora drugoplanowego, Nagrody Brytyjskiej Akademii Filmowej dla najlepszego aktora drugoplanowego i Złotego Globu dla najlepszego aktora drugoplanowego za rolę J. Paula Getty’ego we Wszystkich pieniądzach świata (All the Money in the World, 2017) Ridleya Scotta, co czyni go najstarszą osobą nominowaną w kategorii aktorskiej.

## Życie prywatne
Był trzykrotnie żonaty. 19 sierpnia 1956 poślubił amerykańską aktorkę i piosenkarkę Tammy Grimes, z którą miał córkę Amandę Michael (ur. 23 marca 1957). 2 września 1960 doszło do rozwodu. 4 maja 1962 ożenił się z Patricią Lewis, z którą się rozwiódł 10 stycznia 1967. Od 2 października 1970 do jego śmierci trzecią żoną była Elaine Taylor.

### Śmierć
Zmarł 5 lutego 2021 w wieku 91 lat w swoim domu w Weston, Connecticut, w następstwie komplikacji po upadku.

## Filmografia
- 1958: Zostać gwiazdą (Stage Struck) – Joe Sheridan
- 1964: Upadek Cesarstwa Rzymskiego (The Fall of the Roman Empire) – Kommodus
- 1965: Dźwięki muzyki (The Sound of Music) – kpt. Georg Ludwig von Trapp
- 1966: Agent o dwóch twarzach (Triple Cross) – Eddie Chapman
- 1967: Noc generałów (A Night of the Generals) – feldmarszałek Erwin Rommel
- 1969: Królewskie polowanie na słońce (The Royal Hunt of the Sun) – Atahualpa
- 1969: Bitwa o Anglię (Battle of Britain) – Colin Harvey, dowódca eskadry
- 1970: Waterloo – Arthur Wellesley, książę Wellington
- 1975: Człowiek, który chciał być królem (The Man Who Would Be King) – Rudyard Kipling
- 1975: Powrót Różowej Pantery (The Return of the Pink Panther) – sir Charles Lytton
- 1975: Honor pułku (Conduct Unbecoming) – mjr Alastair Wimbourne
- 1975: Zamach w Sarajewie (Sarajevský atentát / Atentat u Sarajevu) – arcyksiążę Ferdynand
- 1976: Arthur Hailey’s the Moneychangers – Roscoe Heyward
- 1977: Jezus z Nazaretu (Jesus of Nazareth) – Herod Antypas
- 1977: Zniknięcie (The Disappearance) – Deverell
- 1978: Milczący partner (The Silent Partner) – Harry Reikle
- 1979: Hanover Street - Paul Sellinger
- 1979: Morderstwo na zlecenie (Murder by Decree) – Sherlock Holmes
- 1983: Purpura i czerń (The Scarlet and the Black) – Herbert Kappler
- 1987: Bajka o lisku i krasnoludkach (The Gnomes’ Great Adventure) – narrator
- 1988: Nosferatu w Wenecji (Nosferatu a Venezia) – profesor Catalano
- 1991: Star Trek VI: Wojna o pokój (Star Trek VI: The Undiscovered Country) – Chang
- 1992: Malcolm X – Chaplain Gill
- 1993–1994: Madeline (serial animowany) – narrator
- 1994: Wilk (Wolf) – Raymond Alden
- 1995: 12 małp (Twelve Monkeys) – dr Leland Goines
- 1995: Harrison Bergeron – John Klaxon
- 1995: Dolores (Dolores Claiborne) – detektyw John Mackey
- 2000: Norymberga (Nuremberg) – sir David Maxwell Fyfe
- 2000: Dracula 2000 – Abraham Van Helsing
- 2000: American Tragedy – F. Lee Bailey
- 2001: Piękny umysł (A Beautiful Mind) – dr Rosen
- 2004: Aleksander (Alexander) – Arystoteles, nauczyciel Aleksandra
- 2005: Syriana – Dean Whiting
- 2006: Dom nad jeziorem (The Lake House)  –  Simon Wyler
- 2006: Plan doskonały (Inside Man) – Arthur Case
- 2007: Krzesło reżysera (Man in the Chair) – Flash Madden
- 2009: Ostatnia stacja (The Last Station) – Lew Tołstoj
- 2009: 9 – 1 (głos)
- 2009: Parnassus: Człowiek, który oszukał diabła (Imaginarium of Doctor Parnassus) – dr Parnassus
- 2010: Debiutanci (Beginners) – Hal
- 2011: Dziewczyna z tatuażem (The Girl with the Dragon Tattoo) – Henrik Vanger
- 2014: Fałszerz (The Forger) – Joseph Cutter
- 2014: Elsa & Fred – Fred
- 2014: Jak dogonić szczęście (Hector and the Search for Happiness) – profesor Coreman
- 2015: Niepamięć (Remember) – Zev Guttman
- 2015: Idol (Danny Collins) – Frank Grubman
- 2016: Ostatni pocałunek cesarza (The Exception) – cesarz Wilhelm II Hohenzollern
- 2017: Pierwsza gwiazdka (The Star) – król Herod (głos)
- 2017: Wszystkie pieniądze świata (All the Money in the World) – Jean Paul Getty
- 2018: The Man Who Invented Christmas – Ebenezer Scrooge
- 2018: The Last Full Measure – Frank Pitsenbarger
- 2018: Granice (Boundaries) – Jack Jaconi
- 2019: Na noże – Harlan Thrombey

## Nagrody
- Nagroda Akademii Filmowej Najlepszy aktor drugoplanowy: 2012: Debiutanci
- Złoty Glob Najlepszy aktor drugoplanowy: 2012 Debiutanci
- Nagroda BAFTA Najlepszy aktor drugoplanowy: 2012 Debiutanci
- Nagroda Emmy
  - Najlepszy aktor pierwszoplanowy: w miniserialu lub filmie telewizyjnym: 1977 Arthur Hailey's the Moneychangers
  - Najlepszy narrator: 1994 Madeline